# Katzenzungen (2003)
Katzenzungen ist ein deutscher Fernsehfilm von Torsten C. Fischer aus dem Jahr 2003, der im Auftrag von NDR und ARTE produziert wurde und auf dem gleichnamigen Roman von Martina Borger und Elisabeth Straub beruht. Die Hauptrollen sind mit Birge Schade, Meret Becker und Ina Weisse als drei Freundinnen, die unterschiedlicher kaum sein könnten, besetzt.

## Handlung
Die drei Freundinnen Nora, Dodo und Claire sind geradezu unzertrennlich, obwohl jede für sich vollkommen anders ist. Die drei stammen aus derselben Stadt und haben ihr Abitur zusammen gemacht, doch inzwischen leben sie über ganz Deutschland verteilt. Um ihre Freundschaft zu halten, treffen sie sich jedes Jahr zu einem Kurzurlaub auf der Insel Rügen. Bei ihren gemeinsamen Strandwanderungen steigen in den drei Frauen Erinnerungen an ihre gemeinsame Zeit hoch. Sie enthüllen ihre tief gehüteten Geheimnisse, was zu Spannungen führt. Sich selbst werden sie in diesen Tagen auch über ihre geheimen Sehnsüchte und Wünsche bewusst. Jede von ihnen hat dabei ihr ganz persönliches „Päckchen“ zu tragen. Claire hatte zum Beispiel niemandem davon erzählt, dass sie als Kind von ihrem Stiefvater missbraucht worden war und sie daher bis heute nicht in der Lage ist, eine gesunde Beziehung zu einem Mann zu haben. Inzwischen ist sie unheilbar erkrankt und hat in ihrem Testament ihre Freundin Doro bedacht.
Dodo hatte, nachdem ihre Beziehung zu ihrem Freund zerbrochen war, ihr ungeborenes Kind in Amsterdam abtreiben lassen. Das belastet sie heute noch immer.
Nora ist die sozial am höchsten gestellte der drei, aber trotzdem nicht glücklicher. Zudem hatte sich Dodos Freund Achim in sie verliebt und sie hatten sogar geheiratet. Dodo wirft ihr das nun nach Jahren vor, weil er sich ihrer Meinung nach nicht für Nora, sondern nur für deren Geld entschieden hätte. Claire ist erstaunt, wie lange Dodo sich beherrscht hatte, all die Jahre. Aber Doros Genugtuung lag darin, dass sie sich, nachdem Achim bereits mit Nora verheiratet war, noch einmal mit ihm getroffen und neun Monate später eine Tochter geboren hatte. Der Zwist zwischen Nora und Doro endet jäh, als am nächsten Morgen Claire tot vor dem Hotel aufgefunden wird. So wie es aussieht, hat sie ihrem Leben selbst ein Ende gesetzt.

## Hintergrund
Katzenzungen wurde vom 15. November 2002 bis zum 13. Dezember 2002 auf der Ostseeinsel Rügen gedreht. Für die Produktion zeichnete AllMedia Pictures verantwortlich. Die Erstausstrahlung erfolgte am 31. Oktober 2003 auf ARTE; am 15. September 2004 wurde der Film als Mittwochsfilm im Ersten im Ersten ausgestrahlt.

## Kritik
Rainer Tittelbach von Tittelbach.tv urteilte: „Schweigend wie Fremde stehen sich drei Freundinnen bei der Ankunft auf Rügen gegenüber. Es ist einiges vorgefallen zwischen ihnen. Die herbstliche Ostsee verdichtet die Stimmung, stellt die Gesichter aus wie Fassaden. Die Gedanken werden zum Erzähler der Romanverfilmung. Präzise inszeniert, eindruckvoll gespielt, gewöhnungsbedürftig.“ „Die geradezu autistische Fixierung der drei Heldinnen auf sich selbst, die auch das Herzstück des gleichnamigen Romans von Martina Borger und Elisabeth Straub ist, hat der Regisseur übernommen, indem er die Gedanken der Frauen zum eigentlichen Erzähler des Films macht.“ „Beeindruckend bei ihrem Spagat zwischen Zuneigung und Rivalität agieren die drei Darstellerinnen: Meret Becker spielt die Forsch-Provokative, Ina Weisse die vom Seelenschmerz am meisten Gepeinigte und Birge Schade die Frau, die am besten verdrängen kann. Doppeln sie anfangs in ihren Gesichtern noch die Künstlichkeit der Inszenierung, so wachsen sie mit den lebendigen Gedanken ihrer Figuren sukzessiv in das Geschehen aus Gegenwart und Vergangenheit hinein.“
Die Kritiker der Fernsehzeitschrift TV Spielfilm schrieben: „Seit ihren Schultagen treffen sich Dodo (Meret Becker), Nora (Birge Schade) und Claire (Ina Weisse) immer wieder zum Kurzurlaub. Doch diesmal wird der Trip nach Rügen zu einer verstörenden Reise in die Vergangenheit…Starke Darstellerinnen verwandeln einen schwierigen Roman in ein beeindruckendes Kammerspiel. Allein schon die Inszenierung der Tonspur hebt den Film von der Masse ab.“

## Auszeichnungen
Filmeditor Benjamin Hembus war für den Deutschen Kamerapreis 2004 in der Kategorie „Bester Schnitt - Fernsehfilm“ nominiert.
Birge Schade erhielt 2005 den Deutschen Fernsehpreis als Beste Schauspielerin in einer Nebenrolle, gleichzeitig auch für Hotte im Paradies (2003) und Delphinsommer (2004).